# Benjamin Block

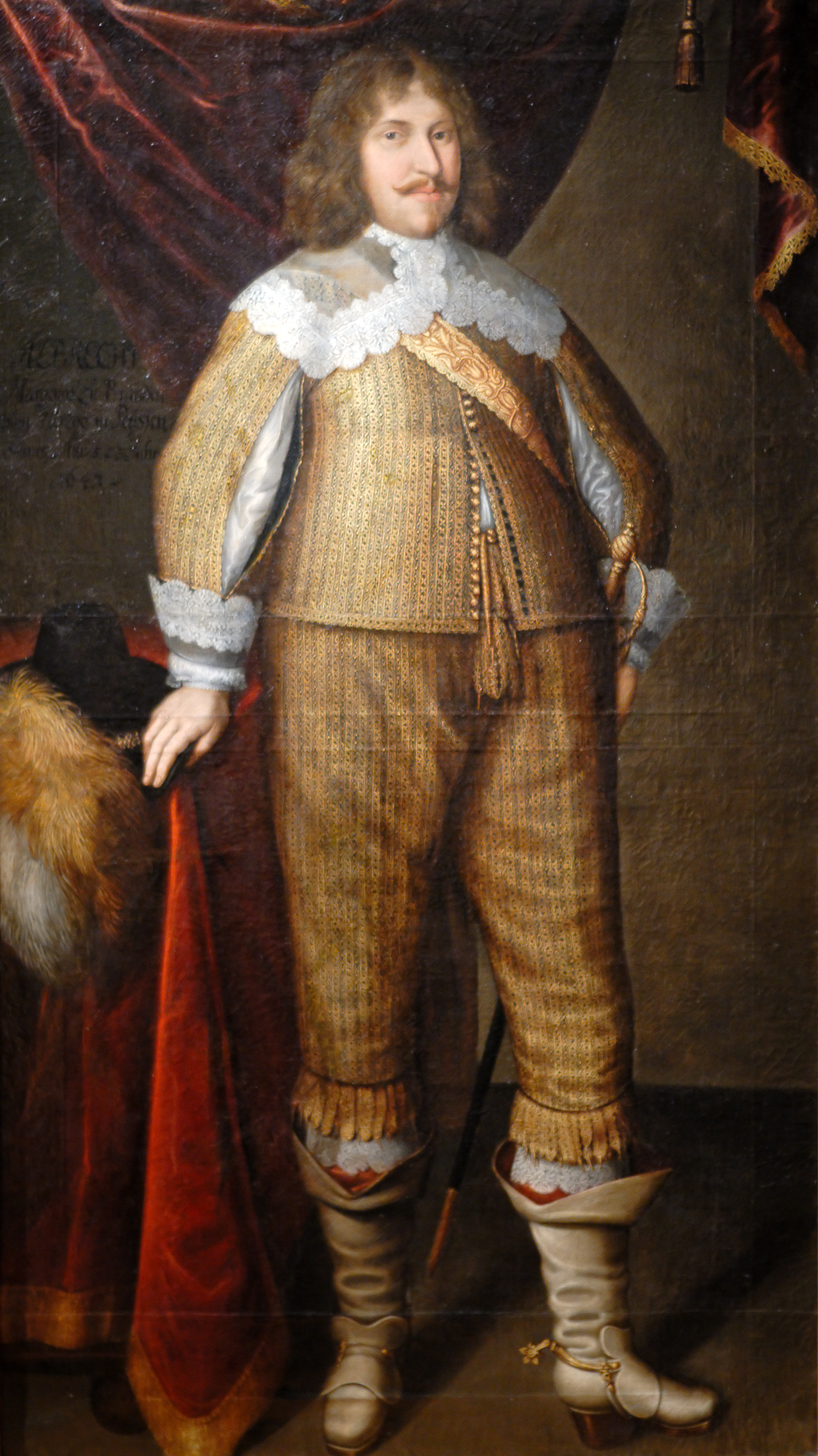
Portret Albrechta Hohenzollerna

Benjamin von Block (ur. 1631 w Lubece, zm. 1690 w Ratyzbonie) – niemiecko-węgierski malarz.
Block urodził się w rodzinie artystów. W 1655 roku podróżował po Włoszech, gdzie studiował najnowsze kanony w sztuce. Po powrocie do kraju wyjechał do Wiednia, gdzie poznał węgierskiego malarza Ferenca Nádasdego który zaproponował mu aby zaczął tworzyć swoje prace na Węgrzech. Wyjechawszy na Węgry, Block stworzył tam kilka znanych portretów w tym samego Ferenca jak i jego żony. Obydwa dzieła przetrwały do dziś.
Następnie tworzył w Lorecie oraz Győrze, gdzie malował obrazy dla zakonu Jezuitów. Wówczas jego główną tematyką jego prac była religia, a także postacie z nią związanymi w tym m.in. namalował portret ówczesnego papieża, Aleksandra VII.
W ciągu następnych lat swojego życia, Block odbył liczne podróże do Włoch, odwiedzając takie miasta jak Siena, Florencja oraz Wenecja. W 1664 roku wrócił do rodzinnych Niemiec gdzie ożenił się i zamieszkał w Norymberdze.